# Alejandro Grullón
Alejandro Enrique Grullón Espaillat (Santiago de los Caballeros, 3 de abril de 1929-La Romana, 15 de diciembre de 2020) fue un banquero y empresario dominicano, fundador del Banco Popular Dominicano.

## Biografía
Grullón Espaillat nació de Manuel Alejandro Grullón Rodríguez-Objío y Amantina Rafaela Espaillat González. Se casó con Ana Dínorah Viñas Messina (con quien tuvo 4 hijos, incluyendo a Manuel Grullón y a Eduardo Grullón, este último fallecido en el colapso del techo de la discoteca Jet Set) y más tarde, después de divorciarse, se casó con Melba Segura Castillo (con quien tuvo al menos una hija, Alexandra Grullón Segura, la cual moriría en la tragedia de Jet Set).
Descendiente de figuras destacadas, Grullón era nieto del general Máximo Grullón, prócer de la Guerra de la Restauración; bisnieto del general Manuel Rodríguez Objío, prócer de la Independencia y la Restauración; tataranieto del estadista Ulises Espaillat; y chozno del jurista Tomás Bobadilla, primer presidente de la Junta Central Gubernativa que gobernó la República Dominicana durante la guerra de Independencia. 
En 1951 se licenció en Administración de Empresas en la Universidad de Siracusa en EE. UU.
Fundó el Banco Popular Dominicano en enero de 1964, hoy el banco privado más grande de la República Dominicana. Fue presidente del Consejo de Administración de Grupo Popular hasta abril de 2014, cuando deja su cargo a su hijo Manuel Alejandro Grullón. También es cofundador de la ONG Fundación Sur Futuro.
En 1997 recibió el doctorado Honoris Causa en Humanidades por la Pontificia Universidad Católica Madre y Maestra, y en 2008 el doctorado honoris causa en Ciencias Administrativas por la Universidad Central del Este.
Falleció el 15 de diciembre de 2020 en La Romana.